# Bolond Miska
A Bolond Miska humoros, képes hetilap, melynek tulajdonos-kiadója Emich Gusztáv, alapítója és szerkesztője pedig Tóth Kálmán volt. 1865 és 1868 közti időszakban ez volt a legnépszerűbb a hasonló lapok között. Ezt részben jelentős múltjának köszönhette, de például az ellenzéki olvasótábornál jelentősen befolyásolta ezt Tóth Kálmán korábbi börtönbüntetése. Később pont Tóth politikai nézetváltásának következtében esett vissza jelentősen a lap népszerűsége.
Előfizetői száma 1869-re harmadára csökkent (1800). Ezután a megújulási kísérletek sem mentették meg az 1875. évi, 15 évi fennállás után történt megszűnéstől. Karikaturistája-rajzolója, id. Jankó János részben a lap hasábjain közölte az első magyar képregényeket.

## Munkatársak
A lap neves munkatársakat tudott felmutatni, ezt kihasználva 1870-ben a tízéves jubileum alkalmából megjelentette a főbb munkatársak portréját. A kor jelentős nevei szerepeltek a listán, bár ekkor már a Kiegyezés utáni széthúzás volt érezhető a szerzőtársak között.

### Főbb munkatársak

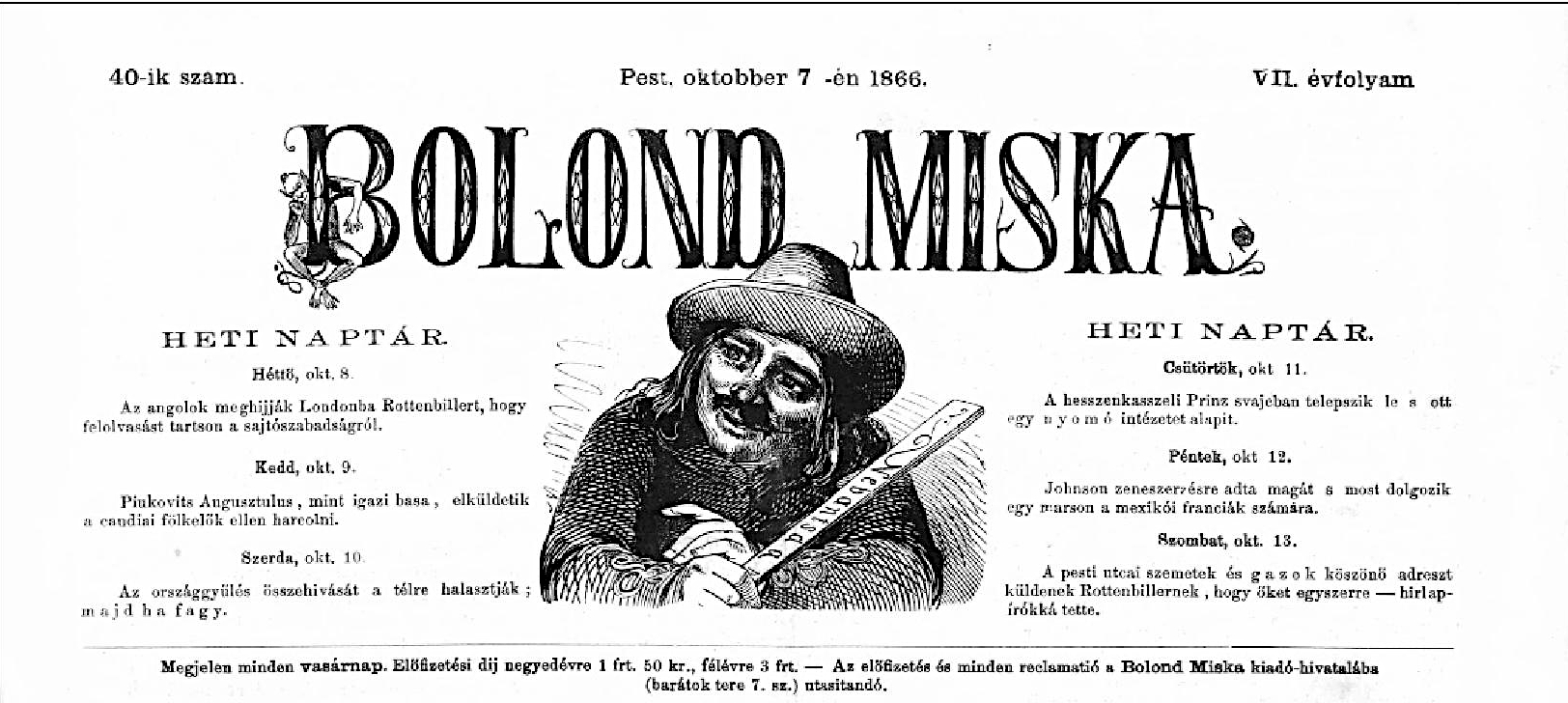
1866

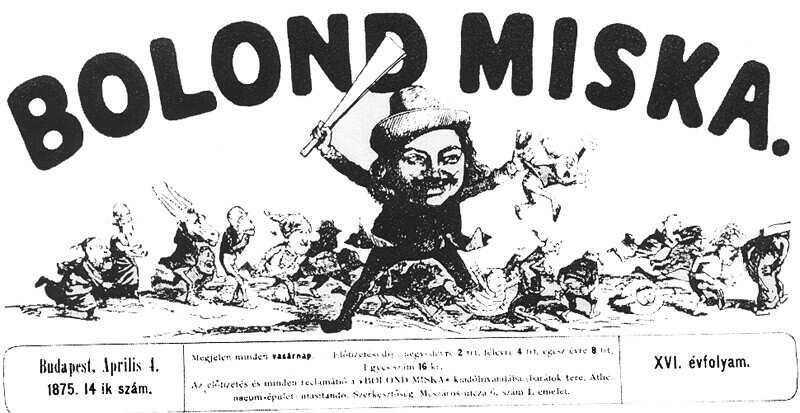
1875

- Ágai Adolf (1836–1916),
- Csernátony Lajos (1823–1901),
- Devecseri Ignác (1842–1899),
- Hevesi Lajos (1843–1910),
- Lauka Gusztáv (1818–1902),
- Pálffy Albert (1820–1897),
- P. Szathmáry Károly (1831–1891),
- Szokoly Viktor (1835–1913),
- Torkos László (1839–1939),
- Bartók Lajos (1815–1902),
- Jankó János (1833–1896).

## Út az ellenzékiség felé
1865 tavaszától a Bolond Miska Az Üstökössel együtt tesztelte az enyhülő abszolutizmus eredményeként várt szabadság valóságát. Ennek a próbálkozásnak jó példája a Kakas Márton és a Bolond Miska közötti párbeszéd. Innen meredeken felfelé ívelt az út a szabadság tekintetében, hisz hamarosan már "rendszerváltozásról" nyilatkozott a lap, majd szabadon kiadta a korábban cenzúrának áldozatul esett karikatúráit.

## A zsidó egyenjogúságért vívott harc
A főbb társadalmi problematikák közül kiemelten kezelte a Kiegyezés utáni zsidó emancipációt. Ez főként Ágai érdeme volt, de szerkesztőként Tóth is kiállt az ügy mellett. Ágai kiválásakor ez a kérdés mégis kikerült a lap aktuális témái közül. Ezután csak ritkán jelent meg újra a kérdés, akkor már más aspektusból.

## A politika térnyerése
1868 után a politizálás és az annak álcája mögé bújtatott személyeskedés vette át a főszerepet a Bolond Miskában. A kortárs alkotókat nem írói, inkább politikusi mivoltukban tüntette fel. Például Jókai Mór is a korszak egyik legnagyobb politikusaként jelent meg a lapban, irodalmi érdemei nem kerültek fókuszba; és egyben az is kiderült, hogy Gyulai Pál egyetlen célja: Jókai térnyerésének megakadályozása.